# 下地幹郎
下地 幹郎（しもじ みきお、1961年〈昭和36年〉8月14日 - ）は、日本の政治家。
衆議院議員（6期）、沖縄開発政務次官（小渕内閣・小渕第1次改造内閣）、経済産業大臣政務官（第1次小泉内閣）、内閣府特命担当大臣（防災）・郵政民営化担当大臣（野田第3次改造内閣）、政党そうぞう代表、国民新党国会対策委員長（第3代）、同政務調査会長（第3代）、同選挙対策本部長（初代）、同幹事長（第3代）兼代表代行、日本維新の会非常任役員、同国会議員団政務調査会長、同国会議員団副代表兼選対本部長等を歴任。
父は沖縄県で國場組に次ぐ規模の大手ゼネコン・大米建設の創業者であり、元沖縄県平良市長の下地米一。兄は大米建設や南西海運の社長を務める下地米蔵。

## 来歴

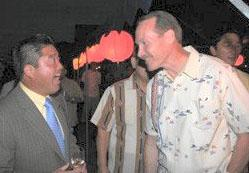
ケヴィン・メアアメリカ合衆国那覇総領事を歓迎する下地

米国施政下の沖縄・平良市（現・沖縄県宮古島市）生まれ。沖縄県立宮古高等学校、中央学院大学商学部商学科卒業。大学卒業後、父が創業した株式会社宮古交通（1988年に株式会社大米建設に社名変更）に入社。また、沖縄県内でカレーの専門店を出店した。1991年より大米建設副社長。

### 衆議院議員に出馬
1996年、第41回衆議院議員総選挙に自由民主党公認で沖縄1区から立候補し、選挙区では新進党（旧公明党系）の白保台一、日本共産党の古堅実吉の後塵を拝したが、重複立候補していた比例九州ブロックで復活し、初当選した。当選後、平成研究会に入会。小渕内閣で沖縄開発政務次官に任命され、小渕第1次改造内閣まで務める。
2000年の第42回衆議院議員総選挙では、自公両党の選挙協力により比例九州ブロック単独で立候補し再選。沖縄1区では、公明党から立候補した白保が当選した。2002年、第1次小泉内閣で経済産業大臣政務官に任命される。
2003年の第43回衆議院議員総選挙では自公間の選挙協力が不調に終わり、自民党に党籍を残したまま沖縄1区から無所属で立候補したが、自民党・保守新党が推薦する公明党の白保に敗れ、落選。
その後普天間飛行場の移設をめぐり、自民党が推し進める名護市辺野古への移設に反対して嘉手納飛行場への統合案を提唱した。2004年の第20回参議院議員通常選挙で自民党の対立候補を支援するなどしたため離党勧告を受け、翌2005年に自民党を離党。

### 自民党離党後～国民新党
2005年の第44回衆議院議員総選挙では民主党の推薦を受け、沖縄1区から無所属で立候補。公明党の白保を破り2年ぶりに国政に復帰した。同年12月、政党そうぞうを設立し、代表に就任。
2007年5月、衆議院の院内会派「国民新党・無所属の会」に入会。下地の入会により、会派の名称が「国民新党・そうぞう・無所属の会」に改められた。翌2008年8月、そうぞう代表を沖縄県議会議員の當間盛夫に譲り、顧問に就任。9月にそうぞうを離党し、国民新党に入党。党政策審議会長代行に就任した。2009年9月、政策審議会長であった自見庄三郎の党幹事長就任に伴い、政策審議会長（後に政務調査会長に改称）に就任。また糸川正晃の離党（民主党入党）に伴い、国会対策委員長も兼務する。2010年2月、同年7月の第22回参議院議員通常選挙に向け党選挙対策本部長に就任し、政調会長を辞任した（後任は森田高参議院議員）。2010年6月、自見幹事長の菅内閣への入閣に伴い、後任の国民新党幹事長に就任。
2012年、国民新党代表の亀井静香が消費税増税関連法案の閣議決定に反対して民国連立政権から離脱を表明したが、野田内閣の一員であった自見庄三郎や下地ら6人は連立離脱に反対。亀井静香、亀井亜紀子政調会長を除く党所属議員6人で議員総会を開き、亀井静香、亀井亜紀子を党役職から解任。党幹事長であった下地が民主党幹事長の輿石東に対し、国民新党が引き続き連立与党に残留する意向を表明した。2012年4月、国民新党代表代行も兼務する。同年8月11日、沖縄県那覇市で記者会見を開き、政党そうぞう代表への就任を発表した。一方、次期衆議院議員総選挙には引き続き国民新党公認で立候補する考えを表明。同年10月1日、野田第3次改造内閣で内閣府特命担当大臣（防災）及び郵政民営化担当大臣に任命され、国民新党幹事長のまま初入閣した。
2012年12月の第46回衆議院議員総選挙では、沖縄1区で自民党新人の國場幸之助に敗れ、落選した。2013年2月22日、自民党復党を模索する自見庄三郎代表の方針に反発し、国民新党を離党。

### 県知事選出馬、維新との連携
2013年5月、政党そうぞうの代表として辺野古への基地移設推進などの政策協定を大阪維新の会と締結し、従来の辺野古移設反対の主張を封印した。
2014年6月28日、那覇市内のホテルで支持者2千人を集めた会合を開き、同年11月の沖縄県知事選挙への出馬を検討していることが報じられた。
同年7月25日、政党そうぞうの拡大役員会で代表を辞任、離党したうえで無所属で沖縄県知事選挙へ出馬する方針を表明、受理され、31日正式に出馬発表を行った。そうぞうの党運営については、当面の間代表代行の當間盛夫が代表を務める。11月16日、投開票が行われ、得票数3位で落選。得票率9.93％により供託金が没収された。
その直後の2014年12月14日に行われた第47回衆議院議員総選挙では、政党そうぞうや維新の党沖縄県総支部から出馬要請を受け、維新の党公認で沖縄1区から立候補。赤嶺政賢（共産党）、國場の後塵を拝したが、比例九州ブロックで復活し、2年振りに国政に復帰した。なお、同選挙で沖縄県内の4つの小選挙区で立候補した候補者は9人全員が当選した。
2015年4月、政党そうぞうに所属する県議および市町村議員を離党させ維新の党に入党させた上で、政党そうぞうの代表に復帰した。同年秋の維新の党の分裂騒動では大阪側議員に同調し、そうぞう系議員らと共に維新の党を離党し新党おおさか維新の会を結成。下地は国会議員団政調会長に就任した。
2017年10月22日に行われた第48回衆議院議員総選挙では、日本維新の会公認で沖縄1区から立候補。再び選挙区では落選したが、比例九州ブロックで復活した。この選挙において末尾465番目での当選だった。2019年1月22日に党国会議員団副代表と選対本部長に就任した。

### IR事業を巡る現金受領問題、維新から除名処分
2019年12月末にIR担当の内閣府副大臣だった秋元司衆議院議員が統合型リゾート（IR）参入を目指す中国企業関係者500ドットコムから現金を受け取ったとして収賄の疑いで中国企業関係者らと共に逮捕されると、2020年1月3日には下地を含む5人の衆議院議員が秋元と同様に中国企業関係者から現金を受け取った疑いがあると報じられた。下地は2020年1月6日に記者会見を行い、逮捕された中国企業関係者とは2017年の2月から8月にかけて3回面会していたほか、前回の衆院選中の2017年10月15日頃に事務所職員が同容疑者から100万円の入った封筒を受け取っていたが政治資金収支報告書に記載していなかったことを明かした。翌7日、党に離党届を提出したが、日本維新の会は同月8日の党紀委員会で離党届を受理せず除名処分とした上で議員辞職を勧告した。18日、議員辞職をせず、無所属で活動を続けることを表明した。
同年2月に東京地検特捜部は現金を受領したとされる秋元以外の議員について起訴を見送った。副大臣だった秋元と異なりIR事業に関する権限が明確ではなく、賄賂の立証ができないと判断した。

### 自民党への復党意向と維新からの処分解除
2020年9月23日、県経済界の一部が自民党県連と意見交換会を行い、下地と國場で保守分裂となり共産党の赤嶺が連続当選している沖縄1区を念頭に、保守系候補の一本化を要望した。同年10月上旬には下地が自民党への復党を検討していることが報じられ、同月10日に自民党沖縄1区支部は下地の復党を認めない方針を確認。13日に復党を認めないことを求める要請書を県連に提出した。10月30日、下地は党沖縄県連に復党願を提出した。
12月には維新を除名される理由となったIR汚職事件を巡る裁判で、自身の関与を認めるやりとりは無かったとし、「除名処分には当たらない」と主張。同月9日付で日本維新の会の松井一郎・片山虎之助両共同代表宛てに除名処分の撤回を求める上申書を提出し、撤回が認められれば改めて離党届を提出する考えを示した。
2021年10月4日、首相指名選挙において、自民党総裁の岸田文雄に投票した。
2021年10月31日に行われた第49回衆議院議員総選挙では、無所属で沖縄1区から立候補したが落選した。
2022年7月、同年9月11日に投開票が行われる沖縄県知事選挙に出馬の意向を表明した。同年8月25日に、同日告示された2022年沖縄県知事選挙に無所属で立候補を届出。9月11日の投票の結果、玉城デニー、佐喜眞淳に次ぐ3位で落選。得票率8.03％により供託金を没収された。
2023年6月19日、琉球新報の取材により、日本維新の会が下地の除名処分を撤回する方向で調整していることが判明した。下地も琉球新報の取材に応じ、党幹部と面談した際に、除名処分撤回の意向を直接聞いたと明かし、自身の除名処分を巡る維新側との調整があったことを認めた。
9月6日、維新の藤田文武幹事長は下地の除名処分を事実上撤回したと正式に発表した。藤田は「下地氏がその後、沖縄での党勢拡大に、陰に陽に貢献してきたことを評価し、除名処分は撤回する。処分したことを取り消すのではなく、今後の効力をなくす」「除名にした判断に瑕疵はなかったが、その後の本人の貢献などを踏まえ一定の名誉回復をした」と説明。一方で下地の復党や選挙への擁立については、「下地氏本人は、選挙での公認や復党は現時点で求めていない。党としても、積極的に勧誘したり促したりすることはない」とした。
10月16日、下地は當間盛夫県議と記者会見を開き、當間ら下地に近い10人の沖縄県内の地方議員が維新に入党・復党すると発表。一方で下地自身の復党については否定した。

### 政界引退
2024年5月9日、次期衆院選に沖縄1区から無所属で立候補すると表明した。
10月2日、第50回衆議院議員総選挙が同月行われる見通しであることを受け、無所属での立候補を改めて表明。落選した場合政界を引退する意向も示した。
10月27日の投開票の結果、落選。同日に「政治家はこれで終わります。30年間支えていただき本当にありがとうございました」　「今回は政治が変わる分岐点と考えて最後の選挙と決めた。自分の決めたことだからもう政治は終わる」と述べ政界引退を表明した。
2025年1月18日、那覇市内の後援会事務所に支援者を招き、感謝の集いを開いた。同事務所を閉鎖し、2月に取り壊すとともに、後援会も近く解散するという。今後は久米島オーシャンジェット社の会長職に加え、自身の政策研究所で政策を提案していくとしている。

## 政策・主張

### 憲法
- 憲法改正について、2021年のNHKのアンケートで回答しなかった[49]。同年の毎日新聞社のアンケートで選択肢以外の回答をした[50]。

- 9条改憲について、2014年の毎日新聞社のアンケートで「賛成」と回答[51]。憲法9条への自衛隊の明記について、2021年のNHKのアンケートで回答しなかった[49]。

- 憲法を改正し緊急事態条項を設けることについて、2021年の毎日新聞社のアンケートで選択肢以外の回答をした[50]。

### 外交・安全保障
- 敵基地攻撃能力の保有について、2021年の毎日新聞社のアンケートで選択肢以外の回答をした[50]。

- 普天間基地の辺野古移設をめぐる政府と沖縄県の対立をどう考えるかとの問いに対し、2021年の毎日新聞社のアンケートで選択肢以外の回答をした[50]。

- 徴用工訴訟などの歴史問題をめぐる日韓の関係悪化についてどう考えるかとの問いに対し、2021年の毎日新聞社のアンケートで選択肢以外の回答をした[50]。

- 日本による過去の植民地支配と侵略を認めて謝罪した「村山談話」の見直し論議について、2014年の毎日新聞社のアンケートで「見直すべき」と回答[51]。

- 従軍慰安婦に対する旧日本軍の関与を認めた「河野談話」の見直し論議について、2014年の毎日新聞社のアンケートで「見直すべき」と回答[51]。

- 第2次安倍内閣が2013年に提出した特定秘密保護法案は同年12月6日に可決成立した[52]。「こうした法律が日本に必要と思うか」との2014年の毎日新聞社のアンケートに対し、「必要」と回答[51]。

### ジェンダー
- 選択的夫婦別姓制度の導入について、2014年の朝日新聞社のアンケートで「反対」と回答[53]。2021年のNHKのアンケートで「どちらかといえば賛成」と回答[49]。

- 同性婚を可能とする法改正について、2021年のNHKのアンケートで回答しなかった[49]。「同性婚を制度として認めるべきだと考るか」との同年の毎日新聞社のアンケートに対し、選択肢以外の回答をした[50]。

- クオータ制の導入について、2021年のNHKのアンケートで回答しなかった[49]。同年の毎日新聞社のアンケートで選択肢以外の回答をした[50]。

### その他
- 「原子力発電への依存度について今後どうするべきか」との問題提起に対し、2021年のNHKのアンケートで「下げるべき」と回答[49]。

- 10％の消費税率について、2021年の毎日新聞社のアンケートで「当面は10％を維持すべき」と回答[50]。

- 森友学園への国有地売却をめぐる公文書改竄問題で、2021年5月6日、国は「赤木ファイル」の存在を初めて認めた[54]。しかし5月13日、菅義偉首相はファイルの存在を踏まえた再調査を行わない考えを報道各社に書面で示した[55]。9月の自民党総裁選挙で総裁に選出された岸田文雄も10月11日、衆議院本会議の代表質問で再調査の実施を否定した[56]。国の対応をどう考えるかとの同年の毎日新聞社のアンケートに対し、選択肢以外の回答をした[50]。

- 「『道徳』を小中学校の授業で教え、子供を評価することに賛成か、反対か」との問いに対し、2014年の毎日新聞社のアンケートで「賛成」と回答[51]。

## 発言
- 2010年3月1日の衆議院予算委員会の質疑において、普天間飛行場の移設先について鳩山由紀夫首相が5月末までに移設候補地を決定できない場合、議員辞職する意向を表明し、問題の解決を訴えた[57]。
- 2010年10月20日、外務大臣前原誠司が同月27日の日米外相会談の席上、アメリカ合衆国国務長官ヒラリー・クリントンに対し、尖閣諸島が日米安全保障条約第5条の適用対象であるかを確認したこと（クリントンは適用の対象であると発言）などを理由に中国が日中首脳会談を拒否したこと[58]について、「日中関係に日米関係を持ち込むからおかしくなる」「前原氏はもう外相を辞めた方がいいのではないか」などと発言した[59]。
- 2019年2月25日、辺野古基地に関する沖縄県民投票では埋め立て「反対」が43万4273票で72%以上を占めたが、この結果について自身のツイッターで「投票に行かなかった55万余の県民を加えれば、『反対』は43万人超、『反対以外』が計71万人との結果になりました」と持論を展開。この下地のツイートはツイッター上で「#ミキオ算」と命名され、論争となった。自民党会派の山川典二県議も同様に、米軍基地の整理・縮小などの賛否を聞いた1996年の県民投票では賛成が有権者全体の半数を超えたことを踏まえ、「今回の反対は全有権者の38％しかない。十分な民意だと言えるのか」と県議会で質問するなど、県民投票の結果に疑義を唱えた。一方、ジャーナリストの今井一は「参加しなかった人の意思まで反映されることになれば、民主主義は成り立たない」と指摘。また慶応大経済学部の坂井豊貴教授（社会的選択理論）も「投票しなかったということは結果に任せるということ。全有権者数を分母に考えても意味がない」と指摘した[60][61][62][63]。

## 人物

### 政治資金問題
- 1998年～2000年に鈴木宗男の資金管理団体から500万円の資金を受け取っている[64]。
- 2010年、下地は金融会社を経営する社長に対し、「パーティ券を購入してほしい」と依頼し、社長はパーティ券を購入し、下地は金額は一律20万円の7枚、合計140万円の領収書を受け取った[65]。政治資金規正法では、パーティで1人につき20万円以上の金額を集めた場合、その個人名を政治資金収支報告書に記載しなければならないと義務づけているにもかかわらず、下地はこれを記載していない[65]。さらに下地は2012年には、同社長に「改正郵政民営化法が成立すれば、ゆうちょ銀行の資産500億円の運用を任せられる」という話を持ちかけたと報道された[65]。
- 2011年、たちあがれ日本の平沼赳夫からパーティー券購入の形で資金を受け取っていた[66]。
- 2011年、党本部から1000万円を超える政党助成金を受け取っている[67]。
- 2014年の衆議院選挙前に、米軍普天間飛行場（沖縄県宜野湾市）の同県名護市辺野古への移設工事を受注した業者が下地に対し寄付を行っていたと報じられている[68]。国と契約を結ぶ業者からの国政選挙に関する寄付は、公職選挙法で禁止（特定寄付の禁止）されている[68]。
- 2017年10月、衆院選期間中に中国のカジノ関連企業500ドットコム顧問から100万円を受け取り、領収書もなく収支報告書にも記載していなかった[69]。

### その他
- 2001年、統一教会（現・世界平和統一家庭連合）が関連する「世界平和連合沖縄県連合会設立準備会」の集会に出席した[70]。
- 2010年12月3日、統一教会の関連団体「全国拉致監禁・強制改宗被害者の会」は日比谷野外音楽堂で決起集会を開き、梶栗正義が挨拶をした。国会を目指してデモが行われ、下地の公設第二秘書は国会前でデモ隊から請願書を受け取った[71]。居合わせた有田芳生は、「統一教会を公然と支援する議員の姿が明らかとなった」と述べた[72]。

- 当選同期でもある菅義偉とは下地が自民党を離れてからも親交があり、お互いを「しもちゃん」「すがちゃん」と呼び合う仲[73]。自民党が下野した民国連立政権下では、当時国民新党の幹部として与党側にいた下地が秘密裏に政権の動向などを菅に伝えていた[74]。その後第2次安倍内閣で自民党が政権に復帰し菅が内閣官房長官に就任すると、菅は普天間基地移設問題などで対立する沖縄県との調整役として下地を頼った[74]。菅・下地らが初当選した1996年の衆院選では鈴木宗男が党総務局長として指揮しており、鈴木を慕う同期会は「ムネムネ会」とも称され、固い結束を保った[74]。2019年6月に行われた1996年初当選の自民党国会議員の同期会にも下地は出席し、野党議員では唯一の出席者だった[75]。2020年（令和2年）9月16日召集の第202回国会における首班指名投票では菅に一票を投じた。
- 沖縄県選出の議員としては唯一靖国神社に参拝している。大臣在任中も参拝を行った[76][77]。

## 選挙歴
| 当落 | 選挙                   | 執行日         | 年齢 | 選挙区           | 政党         | 得票数    | 得票率 | 定数 | 得票順位 /候補者数 | 政党内比例順位 /政党当選者数 |
| ---- | ---------------------- | -------------- | ---- | ---------------- | ------------ | --------- | ------ | ---- | ------------------ | ---------------------------- |
| 比当 | 第41回衆議院議員総選挙 | 1996年10月20日 | 35   | 沖縄県第1区      | 自由民主党   | 4万4488票 | 25.38% | 1    | 3/5                | 7/9                          |
| 当   | 第42回衆議院議員総選挙 | 2000年06月25日 | 38   | 比例九州ブロック | 自由民主党   | ーー票    | ーー   | 21   | /                  | 1/7                          |
| 落   | 第43回衆議院議員総選挙 | 2003年11月09日 | 42   | 沖縄県第1区      | 無所属       | 5万2374票 | 33.27% | 1    | 2/4                | /                            |
| 当   | 第44回衆議院議員総選挙 | 2005年09月11日 | 44   | 沖縄県第1区      | 無所属       | 7万2384票 | 43.78% | 1    | 1/4                | /                            |
| 当   | 第45回衆議院議員総選挙 | 2009年08月30日 | 48   | 沖縄県第1区      | 国民新党     | 7万7152票 | 46.52% | 1    | 1/4                | /                            |
| 落   | 第46回衆議院議員総選挙 | 2012年12月16日 | 51   | 沖縄県第1区      | 国民新党     | 4万6865票 | 30.94% | 1    | 2/4                | /                            |
| 落   | 2014年沖縄県知事選挙   | 2014年11月16日 | 53   | ーー             | 無所属       | 6万9447票 | 9.93%  | 1    | 3/4                | /                            |
| 比当 | 第47回衆議院議員総選挙 | 2014年12月14日 | 53   | 沖縄県第1区      | 維新の党     | 3万4328票 | 23.59% | 1    | 3/3                | 3/3                          |
| 比当 | 第48回衆議院議員総選挙 | 2017年10月22日 | 56   | 沖縄県第1区      | 日本維新の会 | 3万4215票 | 22.53% | 1    | 3/4                | 1/1                          |
| 落   | 第49回衆議院議員総選挙 | 2021年10月31日 | 60   | 沖縄県第1区      | 無所属       | 2万9827票 | 20.45% | 1    | 3/3                | /                            |
| 落   | 2022年沖縄県知事選挙   | 2022年9月11日  | 61   | ーー             | 無所属       | 5万3677票 | 8.03%  | 1    | 3/3                | /                            |
| 落   | 第50回衆議院議員総選挙 | 2024年10月27日 | 63   | 沖縄県第1区      | 無所属       | 2万9615票 | 22.64% | 1    | 3/4                | /                            |

## 所属団体・議員連盟
- 日本会議国会議員懇談会[78]
- みんなで靖国神社に参拝する国会議員の会[78]
- 国家主権と国益を守るために行動する議員連盟
- ラグビーワールドカップ2019日本大会成功議員連盟（副会長）
- 対中政策に関する国会議員連盟

## 著書
- 『ひとり立ちしよう日本人―行動派新代議士日本を語る』下地ミキオ後援会事務所、1999年9月、ISBN 4900374237
- 『琉球の心で真っ向勝負―新嘉手納統合プランの真実』日本法制学会、2003年7月、ISBN 4931147259
- 『主役は沖縄 沖縄が決める』下地ミキオ後援会、2006年11月、ISBN 4900374717
- 『解決 --沖縄のミッション 米軍基地過重負担の漸進的軽減』日本評論社 、2012年4月、ISBN 4535586268
- 『サトウキビ畑から来た大臣 : 郵政と沖縄をめぐる連立政権の三年三か月』日本評論社 、2014年10月、ISBN 4535586616
- 『教育無償化は国難突破の万能薬』産経新聞出版、2019年10月29日、ISBN9784863061378